# Gorkha (città)
Gorkha (in nepalese गोरखा) è una municipalità del Nepal, capoluogo del distretto di Gorkha.
Fino al 2009 la municipalità era nota con il nome Prithbinarayan.